# Faustyna Toeplitz-Cieślak

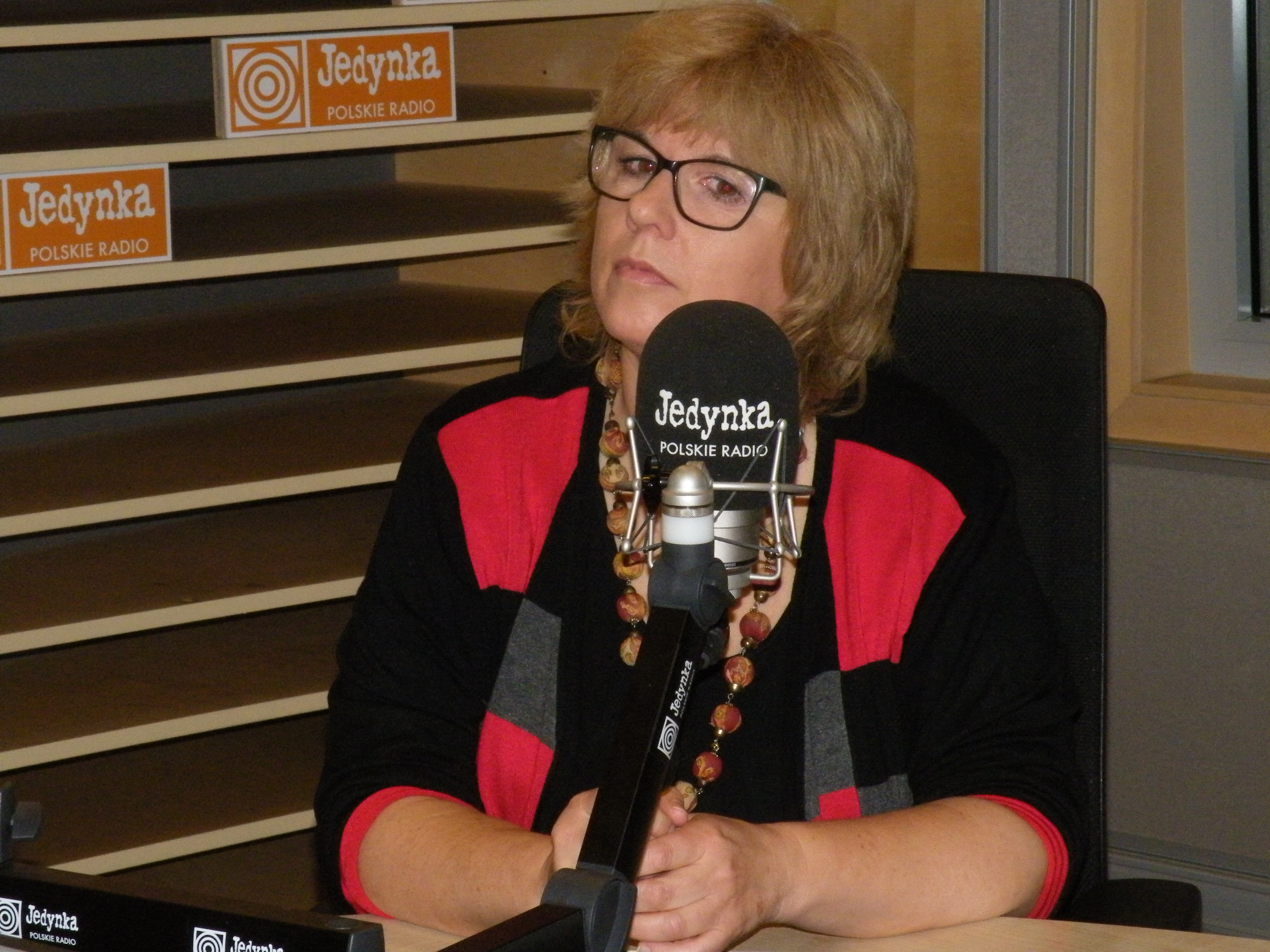
Faustyna Toeplitz-Cieślak

Faustyna Toeplitz-Cieślak (ur. 6 września 1964 w Warszawie) – polska dziennikarka radiowa, autorka książek z dziedziny historii teatru i filmu.
Po ukończeniu nauki w IV Liceum Ogólnokształcącym imienia Stefana Żeromskiego we Wrocławiu rozpoczęła w roku 1984 studia na Wydziale Wiedzy o Teatrze Państwowej Wyższej Szkoły Teatralnej im. Aleksandra Zelwerowicza w Warszawie. Studia ukończyła w roku 1989 pracą magisterską pt. „Teatralia w „Naszym Przeglądzie” (1923–1929)” napisaną pod kierownictwem prof. Zbigniewa Raszewskiego.
Jest autorką publikacji w „Pamiętniku Teatralnym” dotyczącej dziejów teatru żydowskiego w Warszawie: „Faustyna Toeplitz, „Pod Trzema Murzynami”.
Od roku 1990 do roku 2008 pracowała (z przerwami) w Polskim Radiu, zajmując się w programach I, II i III publicystyką kulturalną i filmem.
Wspólnie z Izabelą Żukowską napisała i wydała dwie książki: „Sfinks – Wizjonerzy i skandaliści kina” poświęconą pierwszej polskiej wytwórni filmowej oraz „Hotel Bristol, Na rogu historii i codzienności” o dziejach słynnego warszawskiego hotelu.
Pierwsza z nich otrzymała nagrodę Magazynu Literackiego Książki za Książkę Miesiąca.
Druga z nich uhonorowana została mianem Książki Roku 2018 w kategorii „Varsaviana”.
Jest córką Krzysztofa Teodora Toeplitza i Barbary Modelskiej, żoną Tomasza Cieślaka – realizatora dźwięku w Polskim Radiu, matką Mateusza i Matyldy.

## Publikacje
- Izabela Żukowska, Faustyna Toeplitz-Cieślak: Sfinks – Wizjonerzy i skandaliści kina: Wyd. Prószyński MediaSp. z o.o.: Warszawa 2016 : ISBN 978-83-8069-321-0.
- Faustyna Toeplitz-Cieślak, Izabela Żukowska: Hotel Bristol, Na rogu historii i codzienności: Wyd. Arkady, Warszawa 2018 : ISBN 978-83-213-5074-5.